# Nightshift (canção)
"Nightshift" é uma canção de sucesso lançada em 1985 pela banda norte-americana Commodores, e é a faixa-título do álbum de mesmo nome. A canção foi escrita pelo então vocalista Walter Orange em colaboração com Dennis Lambert e Franne Golde, em tributo aos cantores de soul/R&B Jackie Wilson and Marvin Gaye, que morreram em 1984. O single foi lançado em 31 de janeiro de 1985, nos Estados Unidos.
Um verso da canção "What's Going On" de Marvin Gaye é mencionado no single. Outros versos do single fazem referência a canções de Jackie Wilson como "(Your Love Keeps Lifting Me) Higher and Higher" e "Baby Work Out".
Essa canção, que foi gravada originalmente em 1984, foi o primeiro "hit" alcançado pelos Commodores após a saída de Lionel Richie do grupo. Foi também seu maior sucesso após a saída de Richie, alcançando o número três tanto no Billboard Hot 100 quanto no UK Singles Chart, e subindo para o número um na "Hot Black Singles chart"; o single também tornou-se um enorme sucesso nas paradas Adult Contemporary e  Hot Dance Music/Maxi-Singles Sales no primeiro semestre daquele ano.
Embora a banda tenha sido contra a decisão da gravadora de lançar a música como um single, ela ganhou um Grammy Award em 1985 pela melhor performance Vocal R&B feita por um grupo musical. A canção apresenta um vocal principal do baterista Walter Orange, que tinha cantado anteriormente a música "Brick House". J.D. Nicholas, substituto de Lionel Richie, cantou o segundo verso e, em seguida, Orange e Nicholas compartilham o vocal principal nos refrões restantes.
A banda gravou outra versão em 2010, dedicando-a ao Michael Jackson. Nessa versão alguns hits de Michael como o The Jackson 5, "I'll Be There", e o seu hit solo "Rock With You" são mencionados nas letras.
A música também foi parodiada pela banda como  "11 Alive" em um comercial de 1985 feito para uma afiliada da NBC, a WXIA-TV em Atlanta, Georgia.

## Desempenho nas paradas
| Paradas (1985)                                    | Posição |
| ------------------------------------------------- | ------- |
| Dutch Top 40                                      | 1       |
| UK Top 75                                         | 3       |
| U.S. Billboard Hot 100                            | 3       |
| U.S. Billboard Hot Black Singles                  | 1       |
| U.S. Billboard Hot Dance Music/Maxi-Singles Sales | 6       |
| U.S. Billboard Adult Contemporary                 | 2       |
| RIANZ New Zealand Top 40                          | 2       |

## Outras versões
Uma versão reggae foi gravada por  Winston Groovy, com as letras alteradas em tributo ao Bob Marley.
Dexys Midnight Runners fez um cover da música em seu álbum ao vivo At The Royal Court, lançado em 2012.
O grupo Sul Africano "Dr.Victor and the Rasta Rebels" gravaram uma versão reggae, que aparece em seu álbum de "greatest hits" .
Bruce Springsteen gravou uma versão da música para seu álbum de 2022, Only the Strong Survive. A música foi lançada como single e videoclipe em outubro de 2022.

## Inclusão no álbum "Lembranças 4" (1991)
Em 1991 a canção foi incluída na coletânea "Lembranças 4", lançada promocionalmente pelo SBT em parceria com a BMG Ariola.